# Phoradendron microcephalum
Phoradendron microcephalum är en sandelträdsväxtart som beskrevs av Kuijt. Phoradendron microcephalum ingår i släktet Phoradendron och familjen sandelträdsväxter. Inga underarter finns listade i Catalogue of Life.